# Jezički varijetet
Jezički varijetet se definiše kao "niz jezičkih elemenata slične distribucije". Pomenuti jezički elementi (glasovi, reči, gramatička obeležja, itd.) povezuju se sa određenim spoljašnjim faktorima - na primer, geografskim područjem ili društvenom grupom. Tako se jezik raslojava:
- horizontalno, odnosno prostorno – čime se stvaraju dijalekti i
- vertikalno, odnosno socijalno – čime nastaju sociolekti.[2]

Pored jednojezičnih, sopstvene jezičke varijacije imaju i višejezične zajednice. Varijacije se mogu pojaviti na nivou jezika ili dijalekta.
Varijacija se može uočiti pri korišćenju različitih dijalekata od strane govornika jednog jezika. Dok dijalekt razdvaja stanovnike jedne oblasti od drugih i predstavlja teritorijalni varijetet jezika, sociolekt pokazuje jezičku varijaciju u okviru određene društvene klase ili grupe.
Jezička varijacija je prisutna u govoru svakog pojedinca, ali i takva varijacija se može odrediti, jer varijacije imaju svoja ograničenja. Određene varijacije se mogu pripisati, ne samo pojedincima, već i određenoj grupi. Pojedinci imaju vrlo jasno, i pritom nesvesno, znanje o mogućnostima varijacije.
Dok lingvisti teže da ustanove jezik kao homogenu celinu, svaki govornik koristi varijaciju prilikom upotrebe jezika. Pitanje jezičke varijacije zapostavljaju oni koji je izjednačavaju sa izvođenjem.
Varijacije, iako su identifikovane kao takve, ne moraju imati isti status. Kada je za jedan jezik utvrđeno da ima više varijeteta, postavlja se pitanje njihove identifikacije i dalje klasifikacije. Standardni varijetet nekog jezika je onaj koji se preferira. Taj varijetet je izabran na osnovu nelingvističkih kriterijuma (politički, društveni, verski ili ekonomski razlozi) da služi kao model ili norma ostalim varijetetima tog jezika. U savremenom svetu rast nacija-država ima kao posledicu pojačavanje granica između jezika iz političkih, kulturnih ili obrazovnih pritisaka, i tako dok dijalekti nestaju, nacionalni jezik jača.
Jezik se diferencira interno samim tim što se njegovi govornici udaljavaju jedni od drugih vremenski i prostorno. Ove promene kao rezultat imaju stvaranje dijalekata. Tokom vremena, novonastali dijalekti postaju jezici, jer govornicima drugih dijalekata postaju nerazumljivi (na primer, tako su iz latinkog nastali romanski jezici).
Dok se za potrebe identifikovanja dijalekata lingvisti bave prostornom raspoređenošću jezičkih fenomena, za utvrđivanje sociolekata se prvenstveno moraju identifikovati društvene grupe. Pritom se brojni faktori moraju uzeti u obzir: uzrast, pol, zanimanje, mesto boravka, obrazovanje, prihodi, etničko poreklo, religija itd. Vilijam Labov (engl. William Labov) smatra da se kod ljudi javlja svesna varijacija u odnosu na društvenu klasu i trenutnu situaciju. Tako Labov govori o uskoj povezanosti stila, registra i situacije.
Na naš govor utiče i kultura koja nas okružuje. Jezik koristimo u skladu sa kulturnim modelima, koji podrazumevaju sva naša znanja o našem poreklu i našu projekciju u odnosu na nas i na druge zajednice (ideologija, stavovi, itd.).
Urbana dijalektologija se bavi korelacijom jezika i društvene stratifikacije.
Značajna je povezanost jezičke i socijalne varijacije – nekada su karakteristike dijalekta jasan znak pripadanja određenoj društvenoj grupi. Dešava se da je međusobna povezanost u tolikoj meri da, ukoliko poznajemo odlike klase, možemo izvoditi zaključke o jeziku i varijacijama koje nastaju.
Lingvistička geografija proučava jezičku varijaciju sa aspekta njene geografske distribucije. Služi se pretpostavkama i metodama istorijske lingvistike. U urbanim sredinama su obeležja su očiglednija. Migracije u grad i iz grada su takođe važan faktor, a treba istaći i uticaj u standardizaciji i difuziji jezika koje grad ima na okolinu. Međutim, fokusiranje na ruralne sredine ne treba da iznenađuje. One se smatraju konzervativnijim u lingvističkom smislu, za razliku od urbane, koja je inovativna i lingvistički nestabilna. Gusto naseljena područja se zanemaruju zbog složenosti postupka uzimanja uzorka i prikupljanja podataka. Od svih mogućih varijacija, regionalna je najviše uočljiva.
Govornici različitih oblasti međusobno komuniciraju, granice dijalekata nisu uvek tako jasne, a tu su i pojave kao izuzetak, pozajmica itd. Mešanje dijalekata je varijacija koja nastaje kada pojedinac govori različito, u zavisnosti od situacije. Prisutno je u mestima gde postoje dva ili više dijalekata, a za razliku od njega, javlja se varijacija koja se dešava spontano - slobodna varijacija.
Postojanje jezičkih varijacija je zanimljivo jer pojedinac može razumeti veći broj varijacija od onih koje zapravo koristi. Naša receptivna jezička sposobnost je mnogo razvijenija od produktivne. Zadatak sociolingvista je kako da okarakterišu te sposobnosti koje nam omogućavaju da nešto identifikujemo kao deo jednog jezika, a opet kao različito u okviru istog.
Lingvistička promenljiva je ključna za istraživanje društvene varijacije. Ona predstavlja jezičko obeležje koje se može identifikovati. Ove promenljive se biraju u skladu sa ciljem istraživanja. Istraživanja su usmerena na društvene promenljive, jer se tako uzimanje uzorka (sampling) i ispitivanje lakše sprovode.
Kao opći naziv za različite oblike jezika koristi se i pojam "idiom".

## Napomene
- Prva verzija članka je preuzeta iz seminarskog rada Marije Blašković iz predmeta sociolingvistika kod prof. Jelene Filipović na Filološkom fakultetu Univerziteta u Beogradu. Sadržaj je dostupan pod uslovima Licence za slobodnu dokumentaciju GNU-a, a odobrenje se može naći na stranama grupe Sociolingvistika.